# Baltur Arena
La Baltur Arena (o Palazzetto dello sport di Cento, in passato Pala Ahrcos, PalaBenedetto e Milwaukee Dinelli Arena) è un'arena coperta di Cento in provincia di Ferrara.
Il palazzetto, che ha una capienza di 2 000 posti a sedere, ospita le partite casalinghe della Benedetto XIV Cento, squadra locale di pallacanestro che milita in Serie A2.
L'impianto è stato inaugurato nel 1985 e ha subito un'importante opera di ristrutturazione nel biennio 2018-2020, quando venne creata una nuova tribuna che consentì di raggiungere la capienza minima di 2 000 posti per disputare le partite di Serie A2. Nel novembre 2020 la Milwaukee Dinelli Arena ospitò le Final Eight della Supercoppa LNP 2020 e il 29 dicembre 2022 ospitò il primo quarto di finale della Benedetto nella Coppa Italia LNP.